# Вісніче
Вісніче (пол. Wiśnicze, нім. Wischnitz, 1936-1945 Kirschen) — село в Польщі, у гміні Вельовесь Гливицького повіту Сілезького воєводства.
Населення — 321 особа (2011).
У 1975—1998 роках село належало до Катовицького воєводства.

## Демографія
Демографічна структура станом на 31 березня 2011 року:
|          | Загалом | Допрацездатний вік | Працездатний вік | Постпрацездатний вік |
| -------- | ------- | ------------------ | ---------------- | -------------------- |
| Чоловіки | 152     | 21                 | 84               | 47                   |
| Жінки    | 169     | 20                 | 75               | 74                   |
| Разом    | 321     | 41                 | 159              | 121                  |